# Pieter Nuyts
Pieter Nuyts o Nuijts (Middelburg, 1598 - 11 de diciembre de 1655)   fue un explorador, diplomático y político neerlandés.
Formó parte de una expedición histórica de la Compañía Neerlandesa de las Indias Orientales en 1626-1627 que cartografió la costa sur de Australia. Se convirtió en embajador neerlandés en Japón en 1627 y fue nombrado gobernador de Formosa en el mismo año. Más tarde se convirtió en una figura controvertida debido a su desastroso manejo de los deberes oficiales, junto con los rumores sobre indiscreciones privadas. Fue deshonrado, multado y encarcelado, antes de ser convertido en chivo expiatorio para aliviar las tensas relaciones neerlandesas con los japoneses. Regresó a la Provincias Unidas de los Países Bajos en 1637, donde se convirtió en alcalde de Hulster Ambacht y de Hulst.
En la actualidad, se lo recuerda principalmente en los nombres de varios puntos de la costa sur de Australia, que llevan su nombre después de su viaje de 1626-1627. A principios del siglo XX, fue vilipendiado en los libros de texto escolares japoneses en Taiwán como un ejemplo de «típico matón occidental arrogante».

## Primeros años
Pieter Nuyts nació en 1598 en la ciudad de Middelburg en Zelanda, Provincias Unidas de los Países Bajos, hijo de Laurens Nuyts, un comerciante, y de su esposa Elisabeth Walraents, ricos inmigrantes protestantes de Amberes. Después de estudiar en la Universidad de Leiden y obtener un doctorado en filosofía, regresó a Middelburg para trabajar en la empresa comercial de su padre.
Se sabe que en 1613, Pieter Nuyts, que se encontraba en Leiden con el famoso orientalista  Erpenius, se reunió con el enviado marroquí en los Países Bajos,  Al-Hajari. Al-Hajari escribió para él una entrada en el Album Amicorum   en la que decía:

El excelente joven Peter Niutsius me ha pedido que escriba algo para él, por eso le digo: Sé obediente a los mandamientos del Dios todopoderoso y no adores a nadie más que a Él, y sé obediente a tus padres y humilde con ellos.
The excellent young man Peter Niutsius has asked me to write something for him, so I say to him: Be obedient to the commands of the almighty God and do not worship anyone but him, and be obedient to your parents and humble towards them ...
Entrada de Al-Hajari en el Album Amicorum de Nyuts, Leiden, 11 de septiembre de 1613.

En 1620, Pieter se casó con Cornelia Jacot, también hija de emigrados de Amberes, con la que tendría cuatro de sus hijos: Laurens (nacido alrededor de 1622), Pieter (1624) y las gemelas Anna Cornelia y Elisabeth (1626). En 1626 entró al servicio de la Compañía Neerlandesa de las Indias Orientales (VOC) y fue considerado una de sus estrellas en ascenso.

## Expedición australiana

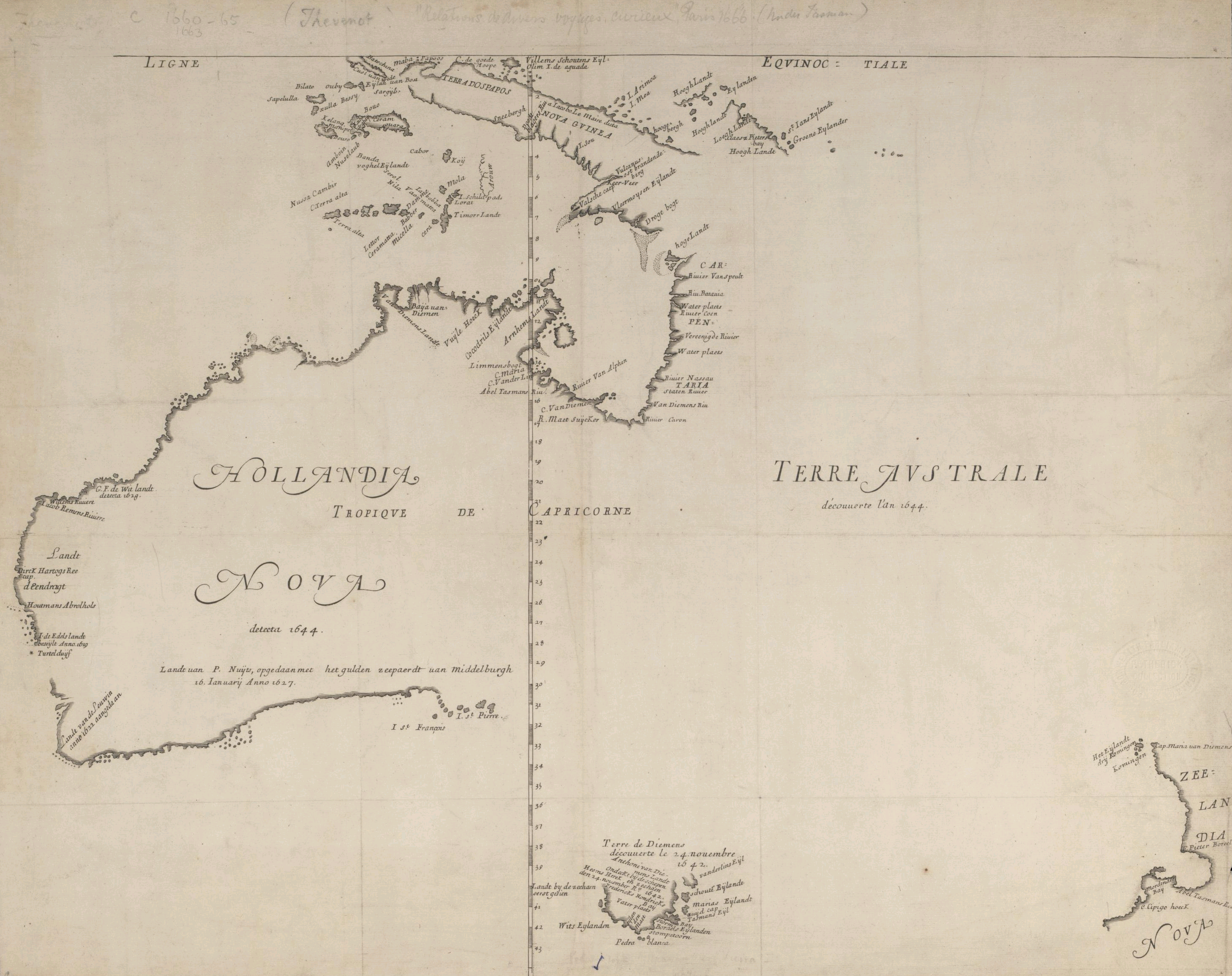
Un mapa de 1644 de Australia que muestra, en la parte inferior izquierda, Landt van P. Nuijts

El 11 de mayo de 1626, el barco de la VOC  't Gulden Zeepaert [El caballito de mar dorado] partió de Ámsterdam con Nuyts y su hijo mayor Laurens a bordo. Desviándose de la ruta habitual hacia la sede de la VOC en Asia Oriental, Batavia, el barco continuó hacia el este y cartografió alrededor de 1500 km de la costa sur de Australia, desde Albany hasta Ceduna, Australia del Sur. El capitán del barco, François Thijssen, nombró la región  ′t Landt van Pieter Nuyts (Tierra de Pieter Nuyts) en honor a Nuyts, que era el funcionario de mayor rango del barco. Hoy en día, varias áreas en el estado de Australia del Sur aún llevan su nombre, como el arrecife Nuyts (Nuyts Reef), cabo Nuyts y el archipiélago Nuyts, nombres dados por el navegante y cartógrafo británico Matthew Flinders. Más tarde, también recibió su nombre el árbol de Navidad de Australia Occidental, Nuytsia floribunda.

## Embajador en Japón
El 10 de mayo de 1627, un mes después de completar su viaje a Australia, Nuyts fue nombrado simultáneamente gobernador de Formosa (Taiwan) y embajador en Japón de la Compañía Neerlandesa de las Indias Orientales, viajando en esta condición a la corte del shōgun Tokugawa Iemitsu, gobernante de Japón. Al mismo tiempo, Hamada Yahei, un comerciante japonés con base en Nagasaki y negocios frecuentes en Formosa, había llevado a un grupo de dieciséis nativos de Formosa a Japón y los había hecho pasar por gobernantes de Formosa. Su plan era que los formosanos otorgaran la soberanía sobre Taiwán al shōgun, mientras Nuyts estaba en Japón para hacer valer sus reclamaciones rivales neerlandesas sobre la isla. A ambas embajadas se les negó una audiencia con el shōgun (el fracaso neerlandés se atribuyó de diversas maneras al «comportamiento altivo de Nuyts y las payasadas de sus compañeros de viaje» y a «las maquinaciones de Hamada en la corte»).

## Gobernador de Formosa

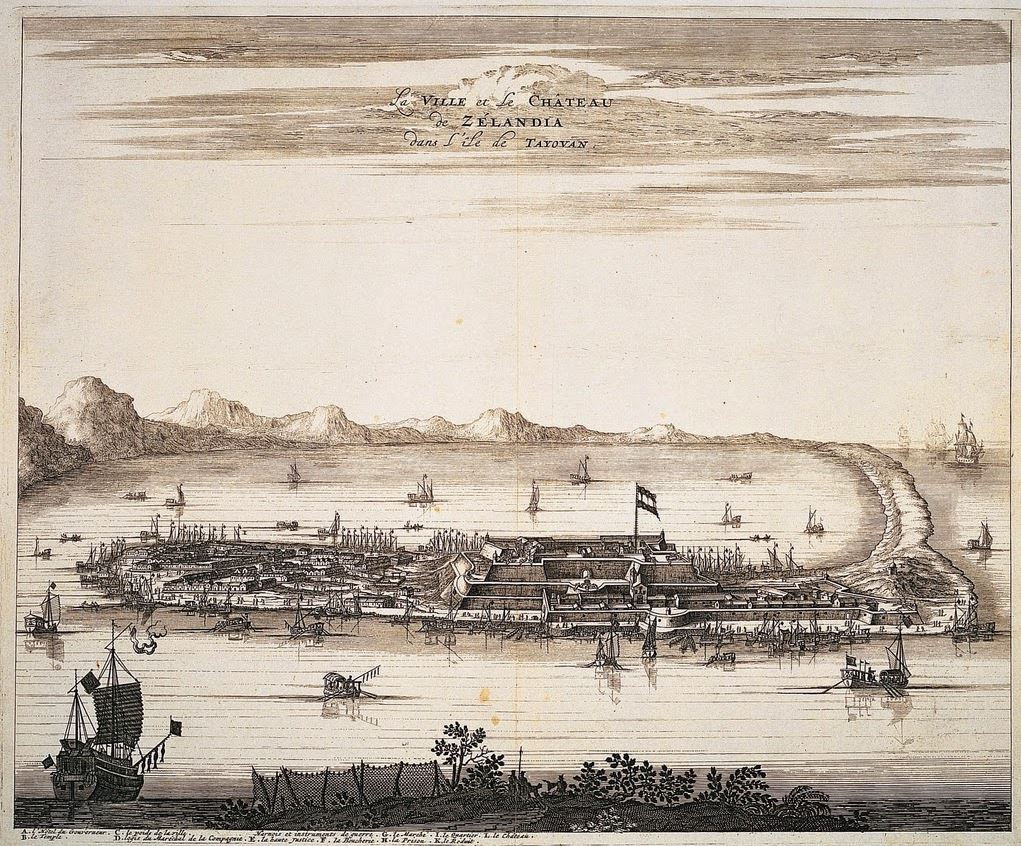
Fuerte Zeelandia,, residencia del gobernador en Formosa

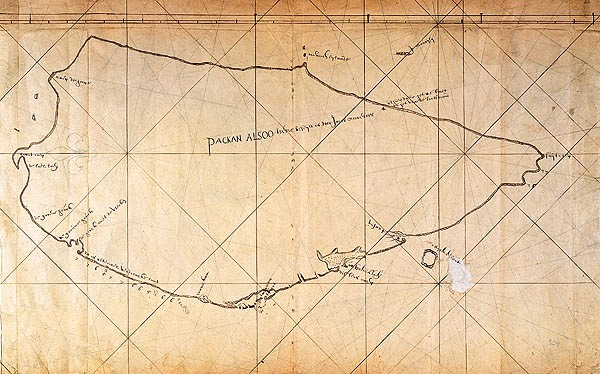
Un mapa de 1625 de la isla de Formosa

Al regresar de su fallida misión en Japón, Nuyts asumió su puesto como tercer gobernador de Formosa, con residencia en Fort Zeelandia en Tayouan (actual Anping ). Uno de sus primeros objetivos fue forzar una apertura para que los neerlandeses comerciaran en China, algo que se les había resistido desde que llegaron al este de Asia a principios del siglo XVII. Para lograr este objetivo, tomó como rehén al negociador comercial chino Zheng Zhilong y se negó a liberarlo hasta que aceptara otorgar privilegios comerciales a los neerlandeses. Más de treinta años después fue Koxinga, el hijo de Zheng, quien puso fin al reinado de los neerlandeses en Formosa.
Nuyts adquirió cierta notoriedad mientras fue gobernador por aparentemente llevar mujeres nativas a su cama y tener un traductor escondido debajo de la cama para interpretar su conversación de almohada. También fue acusado de beneficiarse del comercio privado, algo que estaba prohibido por las reglas de gobierno la empresa. Algunas fuentes afirman que se casó oficialmente con una mujer nativa de Formosa durante este tiempo, pero como todavía estaba legalmente casado con su primera esposa Cornelia, esto parece poco probable.
Su manejo de las relaciones con los nativos de Formosa también fue motivo de preocupación, ya que los residentes de Sinkan contrastaron su duro trato con la «generosa hospitalidad de los japoneses». Nuyts tenía una mala opinión de los nativos, escribiendo que eran «un pueblo simple e ignorante, que no conoce ni el bien ni el mal». En 1629 escapó por poco de la muerte cuando, después de ser agasajado en el pueblo aborigen de Mattau, los lugareños aprovecharon la atmósfera relajada y cordial para masacrar a sesenta soldados neerlandeses desprevenidos; Nuyts se salvó porque se fue temprano para regresar a Zeelandia. Este incidente se utilizó más tarde como justificación para la Campaña de Pacificación de 1635-1636.
Fue durante el mandato de Nuyts como gobernador cuando los españoles establecieron su presencia en Formosa en 1629. Estaba muy preocupado por este acontecimiento y escribió a Batavia solicitando urgentemente una expedición para desalojar a los españoles de sus fortalezas en Tamsuy y Kelang. En su carta, destacó la posibilidad de que los españoles interfirieran en las actividades neerlandesas y los beneficios comerciales que los neerlandeses podrían obtener al tomar el norte de la isla. Las autoridades coloniales ignoraron su solicitud y no tomaron medidas contra los españoles hasta 1641.

### Crisis de rehenes

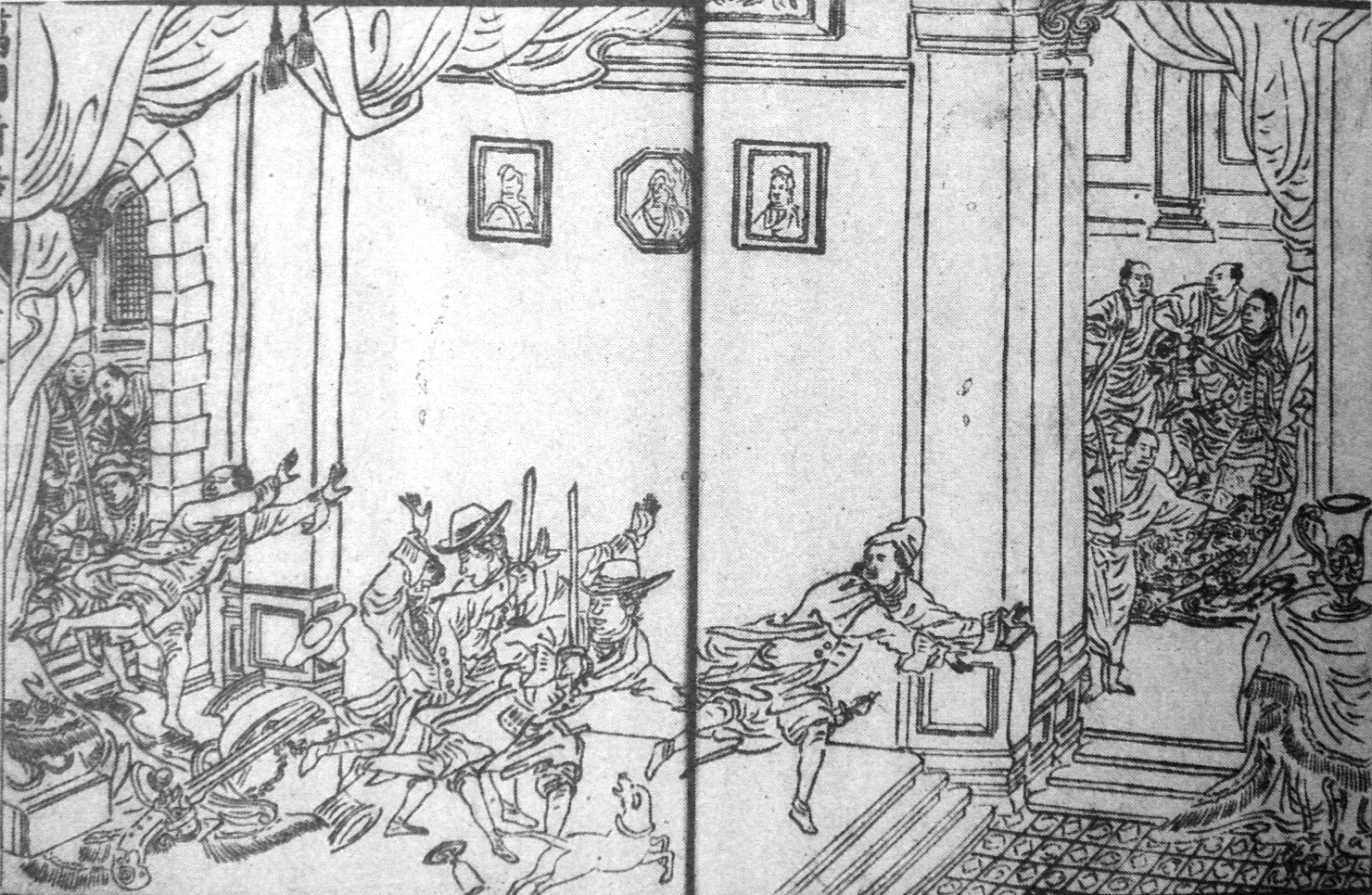
Captura de Pieter Nuyts (esquina superior derecha) por los japoneses

Las relaciones con los comerciantes japoneses de Tayouan, que ya eran problemáticas, empeoraron en 1628, cuando las tensiones estallaron. Los comerciantes, que habían comerciado en Taiwán mucho antes de que se estableciera la colonia neerlandesa, se negaron a pagar los peajes neerlandeses que se cobraban por realizar negocios en la zona, pues los consideraban injustos. Nuyts se vengó del mismo Hamada Yahei, a quien culpó de provocar el fracaso de la embajada japonesa, confiscando sus barcos y armas hasta que se pagaran los peajes. Sin embargo, los japoneses seguían sin estar dispuestos a pagar impuestos, y el asunto llegó a un punto crítico cuando Hamada tomó a Nuyts como rehén a punta de cuchillo en su propia oficina. Las exigencias de Hamada eran la devolución de sus barcos y propiedades, y un pasaje seguro para regresar a Japón. Estas peticiones fueron concedidas por el Consejo de Formosa (el órgano gobernante de la Formosa neerlandesa ), y el hijo de Nuyts, Laurens, fue llevado de vuelta a Japón como uno de los seis rehenes neerlandeses. Laurens murió en la prisión de Omura el 29 de diciembre de 1631.
Durante la era japonesa en Taiwán (1895-1945), los libros de texto de historia escolar volvieron a contar la toma de rehenes como el Incidente Nuyts (ヌィッチ事件  noitsu jiken?)[cita requerida], retratando al neerlandés como un «típico matón occidental arrogante que menospreció los derechos comerciales japoneses y pisoteó los derechos de los habitantes nativos».

## Extradición a Japón
Los neerlandeses estaban muy interesados en reanudar el lucrativo comercio con Japón, que se había visto interrumpido a raíz de la disputa entre Nuyts y Hamada a instancias de las autoridades japonesas en Edo. Todas sus propuestas a la corte japonesa fracasaron, hasta que decidieron extraditar a Pieter Nuyts a Japón para que el shōgun lo castigara como creyera conveniente. Este fue un paso sin precedentes, y fue representativo tanto del extremo descontento oficial con Nuyts en la jerarquía neerlandesa como del fuerte deseo de reiniciar el comercio japonés. También demuestra la relativa debilidad de los neerlandeses cuando se enfrentaron a poderosos estados del este de Asia como Japón, y la historiografía reciente ha sugerido que los neerlandeses confiaron en la misericordia de estos estados para mantener su posición.
Una medida del malestar que causó a las autoridades neerlandesas se puede medir por el contenido de una carta de Anthony van Diemen, el Gobernador General de la VOC,  a la sede de la VOC en Ámsterdam en 1636, expresando su preocupación por los planes de enviar un abogado altamente pagado a Batavia para redactar un código legal:

Me pregunto si estas personas altamente inteligentes no realizan más perjuicios que beneficios en estos sectores, como lo atestiguan los casos de Martinus Sonck, Pieter Nuyts, Pieter Vlack, Antonio van den Heuvel y otros, que han sido utilizados en gran desventaja para la Compañía... La Compañía puede obtener mejores recursos de comerciantes experimentados, vigilantes y con mentes alertas..
I wonder whether these highly intelligent people do not perform more disservices than services in these quarters, witness the cases of Martinus Sonck, Pieter Nuyts, Pieter Vlack, Antonio van den Heuvel, and others, who have been used to the great disadvantage of the Company ... The Company can draw better resources from experienced, vigilant merchants with alert minds.
Anthony van Diemen

Nuyts estuvo bajo arresto domiciliario por parte de los japoneses desde 1632 hasta 1636, cuando fue liberado y enviado de vuelta a Batavia. Durante este período, pasó el tiempo explorando su colección de textos latinos clásicos de escritores como Cicerón, Séneca y Tácito para escribir tratados sobre temas como el elefante y el delta del Nilo, ejercicios que estaban diseñados para mostrar talento retórico y gran estilo. También molestó aún más a las autoridades neerlandesas al gastar sumas lujosas en ropa y comida, cosas por las que la VOC tenía que pagar.
Nuyts fue liberado del cautiverio en 1636, probablemente debido a los esfuerzos de François Caron, quien conocía a Nuyts por haber servido como su intérprete durante la fallida embajada japonesa de 1627.] Al regresar de Japón, Nuyts fue multado por la VOC, antes de ser despedido deshonrosamente de la compañía y enviado de regreso a los Países Bajos.

## Regreso a la República neerlandesa

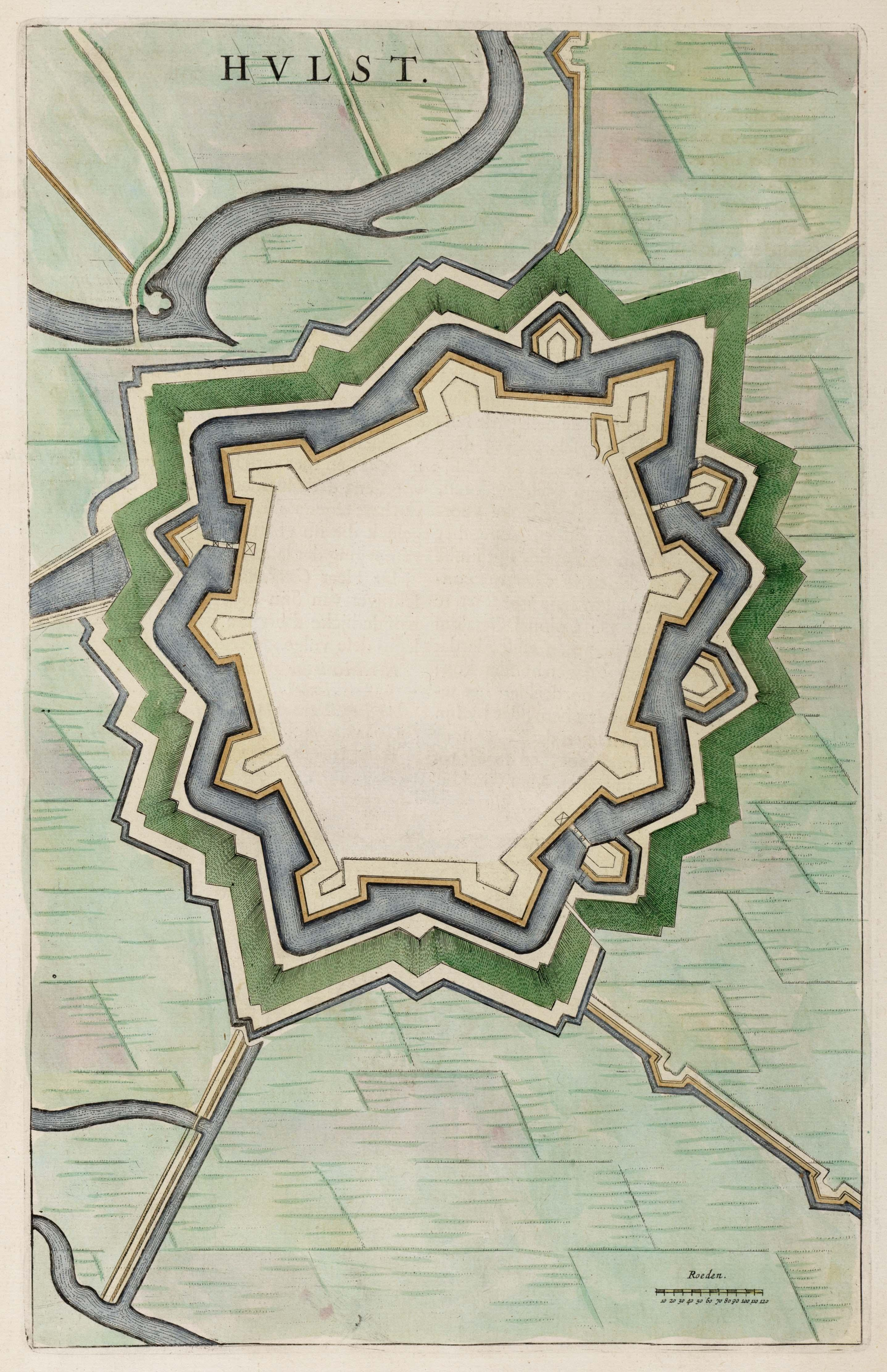
La fortificación de Hulst en 1649

Al volver a su país natal, primero regresó a su ciudad natal, Middelburg, antes de comenzar una carrera como administrador local en Flandes zelandés y establecerse en Hulst poco después de que la ciudad hubiera sido arrebatada a los españoles en 1645. Finalmente ascendió para ser tres veces alcalde de Hulster Ambacht y dos veces alcalde de Hulst.] Gracias a poderosos aliados en la cámara de Middelburg de la VOC, pudo apelar con éxito la cancelación de las multas que se le impusieron, y el dinero le fue devuelto. En 1640 se casó con Anna van Driel, quien murió ese mismo año mientras daba a luz al tercer hijo de Nuyts, también llamado Pieter. En 1649 se casó con su tercera (o quizás cuarta) y última esposa, Agnes Granier, que lo sobreviviría.

### Muerte
Nuyts murió el 11 de diciembre de 1655 y fue enterrado en un cementerio de Hulst. La lápida permaneció allí hasta 1983, cuando fue destruida durante las renovaciones de la iglesia. Después de su funeral se descubrió que había recaudado más impuestos de sus propiedades de los que había entregado a las autoridades; su hijo Pieter finalmente pagó las deudas de su padre. Fue el joven Pieter quien también organizó la publicación póstuma del tratado de su padre Lof des Elephants, en 1670, del cual todavía existe una única copia conocida, en la Koninklijke Bibliotheek en La Haya.